# Mîronivka, Nikopol
Mîronivka (în ucraineană Миронівка) este un sat în comuna Șolohove din raionul Nikopol, regiunea Dnipropetrovsk, Ucraina.

## Demografie
Componența lingvistică a localității Mîronivka
     Ucraineană (96,06%)
     Rusă (3,33%)
     Alte limbi (0,61%)
Conform recensământului din 2001, majoritatea populației localității Mîronivka era vorbitoare de ucraineană (96,06%), existând în minoritate și vorbitori de rusă (3,33%).